# Carol Rama
Carol Rama, nata Olga Carolina Rama (Torino, 17 aprile 1918 – Torino, 24 settembre 2015), è stata un'artista italiana.

## Biografia
Carol Rama incomincia negli anni trenta a dipingere da autodidatta soggetti dalla fisionomia semplificata.
Esegue acquerelli nei quali donne nude, talvolta coi corpi amputati degli arti e su letti di contenzione o sedie a rotelle, esprimono un esplicito erotismo. Animali, protesi ortopediche, dentiere, scarpe, parti anatomiche (falli, braccia, piedi, lingue) animano questi dipinti sfrontati, tanto anacronistici per l'epoca da risultare inaccettabili (la sua prima personale nel 1945 fu bloccata, le opere sequestrate). Sono lavori che riflettono le angosce e le fantasie di una giovane donna che ha dovuto confrontarsi con aspetti traumatici della vita (come la morte tragica e prematura del padre e la conseguente malattia psichiatrica della madre).
Si avvicina poi all'astrattismo del MAC - Movimento Arte Concreta, e partecipa con lavori astratto-concreti alla Biennale di Venezia del 1948 e del 1950.
Carol Rama realizza i Bricolage (così definiti dall'amico Edoardo Sanguineti), composizioni di segni e macchie di stile informale alle quali aggiunge occhi di vetro, denti, unghie ed altri materiali incollandoli sulla tela.
Gli amici hanno un grande ruolo nella vita di Carol, a cominciare da quelli dell'ambiente torinese, come Felice Casorati, Albino Galvano, Italo Calvino, Massimo Mila, Carlo Mollino, Gualtiero Passani, Corrado Levi e altri ancora. Durante i soggiorni del 1970-71 a Parigi e a New York, insieme al suo gallerista Luciano Anselmino, conosce Andy Warhol, Orson Welles e Man Ray.
Utilizza camere d'aria di bicicletta per realizzare tele in apparenza astratte e nelle quali sono presenti riferimenti all'anatomia umana e alla sessualità (pelle, carne, budella, falli). Nel 1979 la Galleria Martano di Torino espone sette opere di quel periodo, insieme a dodici acquarelli degli anni 1937/1941.
In seguito all'incontro con Lea Vergine, il 1980 la vede presente con numerosi lavori degli anni Trenta e Quaranta nella mostra itinerante sulle grandi artiste del Novecento, intitolata "L'altra metà dell'avanguardia".  Nel 1985 viene allestita la sua prima mostra antologica nel sagrato del Duomo di Milano, a cura di Lea Vergine. Il lavoro dei primi anni viene rivalutato e questa è forse una delle ragioni per cui Carol torna alla figurazione. Dall'inizio degli anni Ottanta Carol Rama crea figure e personaggi ispirati alla sua storia personale, ma che raccontano anche di desideri e fantasie inespresse.
Tra gli anni Ottanta e Novanta l'immaginario di Carol Rama si popola di nuovi soggetti, come la Mucca Pazza, dipinti o disegnati sopra mappe catastali, fogli “usati”, disegni tecnici prescritti.
Prima esposizione negli Stati Uniti presso la Esso Gallery di New York, organizzata da Filippo Fossati e Jennifer Bacon nel 1997. Mostre pubbliche, come la sala personale alla XLV Biennale di Venezia nel 1993, la collettiva del 1996 “Inside the Visibile” all'ICA di Boston (poi a Washington, Boston, Perth) o l'antologica allo Stedelijk Museum di Amsterdam (1998, poi a Boston) la portano all'attenzione del pubblico internazionale.
Il grande riconoscimento pubblico le arriva soltanto nel 2003, quando le viene conferito il Leone d'oro alla carriera in occasione della 50ª Biennale di Venezia. Nel 2004 viene allestita un'ampia mostra antologica presso la Fondazione Sandretto Re Rebaudengo a Torino, che in seguito viene presentata al Mart di Rovereto e al Baltic Museum di Gateshead (Regno Unito). Il Museo cittadino di Ulma in Germania e la Galerie im Taxispalais a Innsbruck organizzano anch'essi nel 2004-2005 una grande mostra retrospettiva. Seguono altre importanti mostre, tra le quali "Trama doppia" ad Alghero in Sardegna nel 2006, con una personale di Carol Rama interpretata dallo stilista Antonio Marras, una mostra antologica di incisioni al Museo di Arte Moderna Ca' Pesaro di Venezia, "La passione secondo ABO", curata da Achille Bonito Oliva a Ravello nel 2007 (incentrata sull'opera figurativa) e la mostra a Paestum al MMMAC (Museo Materiali Minimi d'arte Contemporanea) presentata da Gillo Dorfles, nel 2008 la mostra antologica al Palazzo Ducale di Genova, in occasione del novantesimo anniversario della nascita, e la mostra “Self Portrait” a Legnano (Mi), nel 2009 “Autorattristratrice”, presso la Galleria Isabella Bortolozzi di Berlino, che la rappresenta dal 2010 ad ArtBasel. 
Il 14 gennaio 2010 presso il Quirinale, Carol Rama riceve dal Presidente della Repubblica Giorgio Napolitano il prestigioso Premio del Presidente della Repubblica, su segnalazione degli Accademici Nazionali di San Luca. Seguono altre mostre personali, tra le quali nel 2010 "Appassionata", Ex Chiesa Anglicana di Alassio; nel 2011 "Carol Rama - Andrea Guerzoni, Quanta luce nel nero", Palazzetto Art Gallery, Roma; nel 2012 "Spazio Anche Più Che Tempo", Isabella Bortolozzi Galerie, Berlino; 2013 "Di quadro in quadro, opere 1937-2003", Galleria Carlina, Torino.

## Esposizioni
- 1945 Galleria Faber, Turin
- 1946, 1947 Galleria Il Bosco, Turin
- 1955 Libreria Il Salto, Milano, (presentation by Albino Galvano)
- 1957 Galleria La Bussola, Turin, (presentation by Galvano)
- 1959 Galleria La Bussola, Turin, (presentation by Luigi Carluccio)
- 1960 Galleria La Bussola, Turin, (presentation by Galvano)
- 1964 Galleria Stampatori, Turin, (presentation by Galvano and Edoardo Sanguineti); Galleria La Carabaga, Sampierdarena (presentation by Sanguineti)
- 1965 Museo Civico, Pistoia, (presentation by Sanguineti)
- 1966 Galleria Lutrin, Lione, (presentation by Sanguineti)
- 1967 Galleria Numero, Rome, (presentation by Sanguineti); Galleria Numero di Fiamma Vigo, Rome, (presentation by Sanguineti)
- 1970 Sala Bolaffi, Turin
- 1971 Galleria La Bussola, Turin, (presentation by Sanguineti)
- 1972 Galleria Anthea, Rome, (presentation by Sanguineti)
- 1974 Galleria Il Fauno, Turin (presentation by Man Ray)
- 1975 Galleria LP220, Turin, (presentation by Maurizio Fagiolo dell'Arco); Galleria Marin, Turin (presentation by Fagiolo dell'Arco)
- 1976 Place and sign, Galleria Luciano Anselmino, Milan, (presentation by Sanguineti); Galleria Il Capricorno, Venice, (presentation by Sanguineti)
- 1978 Galleria Weber, Turin, (presentation by Giancarlo Salzano)
- 1979 Galleria Martano, Turin, (presentation by Paolo Fossati, Galvano, Marco Vallora)
- 1980 Carol Rama: watercolors 1939-1941, work 1966-1980, Galleria Giancarlo Salzano, Turin (presentation by Corrado Levi and Sanguineti)
- 1981 Carol Rama, works 1950-1955, Galleria D'Arte Maggiorotto, Cavallermaggiore (presentation by Galvano and Paolo Fossati)
- 1983/84 Galleria Giancarlo Salzano, Turin (texts by Levi, Sanguineti, and Lea Vergine)
- 1985 Sagrato del Duomo, Milan, (curated by Lea Vergine); Carol Rama: Seven Works, Galleria Giancarlo Salzano, Turin
- 1987 Carol Rama, Works from 1937 to 1987, Galleria Dell'Oca, Rome, (presentation by Giuliano Briganti and Corrado Levi)
- 1988 Casa del Mantegna, Mantova (presentation by Giorgio Manganelli, Francesco Bartoli, Giuliano Briganti and Anne-Marie Sauzeau Boetti)
- 1989 Circolo degli Artisti, Turin (presentation by Paolo Fossati)
- 1990 Galleria UXA, Novara; Carol Rama, works 1989/90 (curated by [Miroslava Hajek]), Galleria Giancarlo Salzano
- 1991 Galleria Giancarlo Salzano; Paintings and drawings 1940/48, Galleria Giancarlo Salzano
- 1993 Carol Rama: Quasi note azzurre (Almost blue notes), Galleria Giancarlo Salzano XLV Biennale Internazionale d'Arte, Venice (presentation by Achille Bonito Oliva and Corrado Levi)
- 1993/94 La corona di Keaton, 1993 Idilli, 1993 Inediti, 1952/57, Galleria Giancarlo Salzano
- 1994 Galleria Monica De Cardenas, Milano
- 1994-95 Carol Rama, Past to Present 1994-1930, Galleria Sprovieri, Rome (presentation by Achille Bonito Oliva and Maurizio Fagiolo dell'Arco)
- 1995 Le stanze di Carolina 1939-1994, Galleria Otto, Bologna (presentation by Paolo Fossati and Dario Trento)
- 1996 Galleria Il Ponte, Turin; Stamperia del Borgo Po, Turin (text by Sanguineti)
- 1997 Carol Rama, works on paper, 1930s to present, Esso Gallery, New York, curated by Filippo Fossati (with presentation by Filippo Fossati, Levi, Paolo Fossati, Sanguineti and Ingrid Schaffner); Galleria Giancarlo Salzano, Turin
- 1998 Retrospective, Stedelijk Museum, Amsterdam traveling to ICA Boston; Incisioni Recenti, Franco Masoero Edizioni d'Arte, Turin
- 1999 Carol Rama, GAM, Museo d'Arte Moderna, Turin
- 2002 Galérie Anne de Villepoix, Paris
- 2003 Biennale di Venezia, Venice, Italy; Carol Rama, past and present, Esso Gallery, New York, NY
- 2004 Carol Rama, Retrospettiva, Fondazione Sandretto Re Rebaudengo, Torino, Mart, Trento-Rovereto, Baltic Museum, Newcastle; Appassionata, Ulmer Museum, Ulm, Galerie im Taxispalais, Innsbruck
- 2005 Idoli e scandali, Galleria Stamparte, Bologna; Galerie Silvia Steinek, Wien; Fa vissuto. Carol Rama, Galerie MAM Mario Mauroner, Salzburg; Il disegno prescritto, Fondazione Achille Marazza, Borgomanero
- 2006 Galleria del Ponte, Stupinigi (TO); Seduzioni, Galerie Ute Parduhn, Düsseldorf; La coda della cometa, Galleria Dell'Incisione, Brescia; L'opera incisa 1944-2005, Galleria Internazionale d'Arte Moderna di Ca' Pesaro, Venezia; Noi facciamo loro guardano. Carol Rama – Antonio Marras, Villa Costantino, Alghero; Omaggio a Carol Rama, (Genius. Picasso. L'Italia. L'Europa), Fondazione Art Museo Villa Ponti, Arona (VA)
- 2007 Passiorama, Villa Rufolo, Ravello (SA); Paestum, Museo Materiali Minimi d'Arte Contemporanea MMMAC, Paestum (SA);Galerie Karin Sachs, München (D; Incisioni e disegni, Galleria Michele Balmelli, Bellinzona (CH); Carol, sempre, Galleria Carlina, Torino
- 2008 Eroica, Galerie Steinek, Wien (AU); L'occhio degli occhi. Opere dal 1937 al 2005, Palazzo Ducale, Genova; Good Manners, Maccarone, New York (USA; Self Portrait, Pinacoteca, Castello di San Giorgio, Legnano
- 2009 Mappe e segni. Carol Rama a Villa Vidua, Villa Vidua, Conzano (AL); Autorattristratrice, Galerie Isabella Bortolozzi, Berlin(D)
- 2010 Appassionata, Ex Chiesa Anglicana, Alassio (SV); Carol Rama - Leonor Antunes, Art 41 Basel, Galerie Isabella Bortolozzi
- 2011 Art 41 Basel, Galerie Isabella Bortolozzi; Carol Rama - Andrea Guerzoni, Quanta luce nel nero, Palazzetto art Gallery, Roma
- 2012 Carol Rama, Spazio Anche Più Che Tempo, Isabella Bortolozzi Galerie, Berlin
- 2013 Di quadro in quadro, opere 1937-2003, Galleria Carlina, Torino
- 2014  Il garbo è tutto. Segni e carte di Carol Rama, GAM - Galleria Civica d’Arte Moderna e Contemporanea, Torino,17 aprile - 15 giugno 2014  Carol Rama - Danh Võ, Nottingham Contemporary, Nottingham (UK),19 luglio - 28 settembre 2014  La Passió segons Carol Rama, MACBA - Museo di Arte Contemporanea di Barcellona, Barcelona, (SP), 31 ottobre 2014 - 22 febbraio 2015
- 2015  La passion selon Carol Rama, MAMVP - Musée d’art moderne de la Ville de Paris, Parigi 3 aprile - 12 luglio 2015  Passion According to Carol Rama, EMMA - Espoo Museum of Modern Art, Espoo, 14 ottobre 2015 - 10 gennaio 2016
- 2016 Carol Rama_Lei, Lui, Loro, Exmà, Cagliari, Macc, Calasetta, 22 aprile - 26 giugno Passion According to Carol Rama IMMA Irish Museum of Modern Art, Dublino, 15 aprile - 31 luglio 2016  La Passione secondo Carol Rama, GAM Galleria Civica d’Arte Moderna e Contemporanea, Torino, 12 ottobre 2016 - 5 febbraio 2017

## Onorificenze
Leone d'oro alla carriera alla Biennale di Venezia. 24 marzo 2003.

## Filmografia

### Documentari
- Torino: una donna, Carol Rama, regia di Edmo Fenoglio - cortometraggio TV (1983)
- Carol Rama, regia di Alberto Colombo e Walter Laici (1994)
- Carol Rama, A portrait, regia di Branka Bogdanov - cortometraggio (1998)
- Carol Pulp, regia di Gianna Besson - cortometraggio TV (1998)
- Carol Rama - Di più, ancora di più, regia di Simone Pierini (2003)
- Carol Rama, regia di Beppe Calopresti - cortometraggio (2004)